# AMD Am386
Процесор Am386 фірми AMD із сімейства 32-розрядних мікропроцесорів третього покоління x86, випущених AMD у 1991 році.
Це сімейство стало великим успіхом для AMD, що дозволило їм стати повноправним незалежним розробником мікропроцесорів x86, а не лише другим виробником джерела.
Am386 мав невелике енергоспоживання. Економічність дозволила йому досягти більш високої частоти, ніж у головного конкурента: його старша модель в керамічному корпусі працювала на частоті 40 МГц, в той час як найстарша модель Intel 80386 досягла лише 33 МГц, а більшість процесорів Intel працювали на частоті 16-25 МГц.
В умовах загострення на початку 90-х років боротьби платформ цей процесор був вдалим рішенням, що не вимагав великих витрат на високу продуктивність. До того моменту часу було вже очевидно, що застарілі комп'ютери будуть незабаром повністю витіснені.

## Історія розвитку
Am386 був випущений у 1991 році і став першим значним успіхом AMD у сегменті x86 процесорів. AMD вдалося створити 100% сумісний клон Intel 80386, що дозволило їм зайняти важливу позицію на ринку. Проте це не було легко через тривалу юридичну суперечку з Intel, яка завершилася на користь AMD у 1994 році. Цей процесор дозволив AMD стати повноцінним конкурентом Intel.

## Архітектура
З точки зору архітектури, чипи AMD були ідентичні процесорам Intel 386s, сумісним з стусаном, і годинникам. Чипи були здатні працювати під OS/2, MSDOS, Unix, Xenix і Windows без будь-яких проблем із сумісністю. Байт Magazine власні тести Am386 у січні 1991 року показали, що ідентичний годинник має ідентичну продуктивність. Ще одна унікальна функція, яку навів Am386, - це справжній режим сну (режим очікування).
Власні тести AMD показали, що їх Am386 може успішно підтримувати швидкості до 50 МГц і до 40 МГц без охолодження. AMD заявила, що 40 МГц Am386 буде швидше, ніж Intel 486 із тактовою частотою 33 МГц у більшості реальних додатків. Хоча для деяких інструкцій i486 потрібні цикли для виконання, більшість інструкцій були ідентичні 386 тому 40 МГц призводять безпосередньо до збільшення продуктивності на 20%.

### Енергоспоживання
З повністю статичним ядром CMOS, Am386 може бути відключено до менше 1 міліампера. Ця особливість була унікальною для AMD. Пізніше Intel представила власну версію режиму сну зі спеціальною моделлю i386SL спеціально для режиму з низьким енергоспоживанням. На жаль, ця низька потужність, що розсіюється, була неможлива при проектуванні Intel. Власний чип Intel міг працювати лише до 60 мА (і 133 мА для моделей i386DX). Це саме собою стало великою точкою продажу AMD для ноутбуків та інших мобільних пристроїв.

## Вплив на ринок
Am386 став популярним серед малих виробників комп'ютерів та бюджетних споживачів через свою високу продуктивність і доступну ціну. Він також користувався великим попитом на ринку вбудованих систем завдяки своїм низьким енергетичним вимогам і довгому життєвому циклу, який тривав навіть після випуску більш сучасних моделей.